# Get on the Floor
«Get on the Floor» es una canción interpretada por el cantante estadounidense Michael Jackson, incluida como la cuarta pista de su quinto álbum de estudio, Off the Wall. Publicada el 10 de agosto de 1979 bajo el sello Epic Records, la canción fue escrita por Jackson en colaboración con el bajista Louis Johnson, y producida por Quincy Jones.
Con un sonido que mezcla disco, funk y R&B, Get on the Floor es reconocida por su enérgico ritmo de baile y los intensos arreglos de bajo ejecutados por Johnson, uno de los integrantes de la banda The Brothers Johnson. A pesar de no haber sido lanzada como sencillo, la canción ha sido considerada una de las joyas ocultas del álbum Off the Wall.

## Producción y estilo
Get on the Floor se caracteriza por un enfoque rítmico vibrante que refleja la influencia del funk y la era disco de finales de los años 70. El bajo es uno de los elementos más destacados, con líneas rítmicas rápidas y complejas proporcionadas por Louis Johnson. La canción también incorpora elementos de R&B, disco y funk predominantes, con elementos minimistas de pop, soul, dance, boogie y post-disco. Con la voz aguda de Jackson complementando los sonidos instrumentales dinámicos. Las letras animan al oyente a disfrutar de la música y bailar, un tema recurrente en las pistas de este álbum.
El proceso de grabación involucró técnicas avanzadas de producción bajo la supervisión de Quincy Jones, quien trabajó estrechamente con Jackson y Johnson para garantizar que cada elemento instrumental tuviera un impacto máximo en la pista. El uso de cuerdas, guitarras rítmicas y percusión también añade capas adicionales de textura a la canción.

## Recepción
Aunque Get on the Floor no fue lanzada como sencillo, recibió elogios de la crítica por su arreglo instrumental y el uso innovador del bajo. Los críticos han señalado que es una de las canciones más subestimadas del álbum, destacando el trabajo colaborativo entre Jackson y Johnson como un punto fuerte del tema. La canción ha sido valorada con el tiempo como una de las piezas que define el sonido exuberante de Jackson a finales de los 70, y ha sido interpretada como una invitación directa a la pista de baile.

## Letras y composición
Las letras de Get on the Floor están llenas de energía y alegría, invitando a la audiencia a unirse al baile sin inhibiciones. La composición está en la tonalidad de si bemol mayor (B♭ mayor), lo que añade una sensación de positividad y dinamismo. La estructura de la canción sigue una fórmula estándar de verso-coro, pero con un enfoque en los grooves rítmicos del bajo y la batería, que mantienen un pulso constante y envolvente a lo largo de la pista.

## Impacto y legado
A pesar de no haber sido promocionada como sencillo, Get on the Floor ha ganado reconocimiento como una de las canciones más bailables de Michael Jackson. Su influencia es evidente en el trabajo posterior de Jackson y en la música disco y funk de la época. La canción ha sido reinterpretada por diversos artistas y DJ's en clubes de música alrededor del mundo.
Además, ha sido destacada en análisis de críticos musicales como una de las canciones que define la carrera de Jackson en su transición de estrella infantil a ícono del Pop. La complejidad rítmica y las innovaciones en la producción de la canción han sido mencionadas como un punto de referencia para el desarrollo del funk y disco en la música popular.

## Personal
- Michael Jackson – voz principal, compositor
- Louis Johnson – bajo, compositor
- Quincy Jones – productor
- Greg Phillinganes – teclados
- David Williams – guitarra rítmica
- Paulinho da Costa – percusión
- Jerry Hey – arreglos de cuerdas y vientos[12]
- The Seawind Horns – vientos
- Bruce Swedien – ingeniero de sonido

## En la cultura popular
Get on the Floor ha sido versionada y sampleada por múltiples artistas en diversos géneros, desde el funk hasta la música electrónica. A lo largo de los años, la canción ha sido utilizada en clubes de baile y eventos, convirtiéndose en una de las favoritas para coreografías de estilo disco.